# Rödkronad turako
Rödkronad turako (Tauraco erythrolophus) är en fågel i familjen turakor inom ordningen turakofåglar.

## Utbredning och systematik
Fågeln förekommer endast lokalt i skogar och på savann i västra Angola. Den behandlas som monotypisk, det vill säga att den inte delas in i några underarter.

## Status och hot
Arten har ett stort utbredningsområde, men tros minska i antal, dock inte tillräckligt kraftigt för att den ska betraktas som hotad. Internationella naturvårdsunionen IUCN listar arten som livskraftig (LC).

## I kulturen
Rödkronad turako är Angolas nationalfågel.